# Front Row Motorsports
Front Row Motorsports – seit dem Einstieg von Doug Yates 2010 in Front Row Motorsports with Yates Racing umbenannt – ist ein Rennteam, das in der US-amerikanischen NASCAR an den Start geht.
Das Team begann seine Rennaktivitäten 2004, als der Teambesitzer Jimmy Means und der Restaurantbesitzer Carl Jenkins die Rennmannschaft Means-Jenkins Motorsports gründeten. 2005 gingen alle Anteile an Jenkins und dessen Bruder über, Means blieb aber als Berater beim Team.

## Sprint Cup

### Wagen #34/98

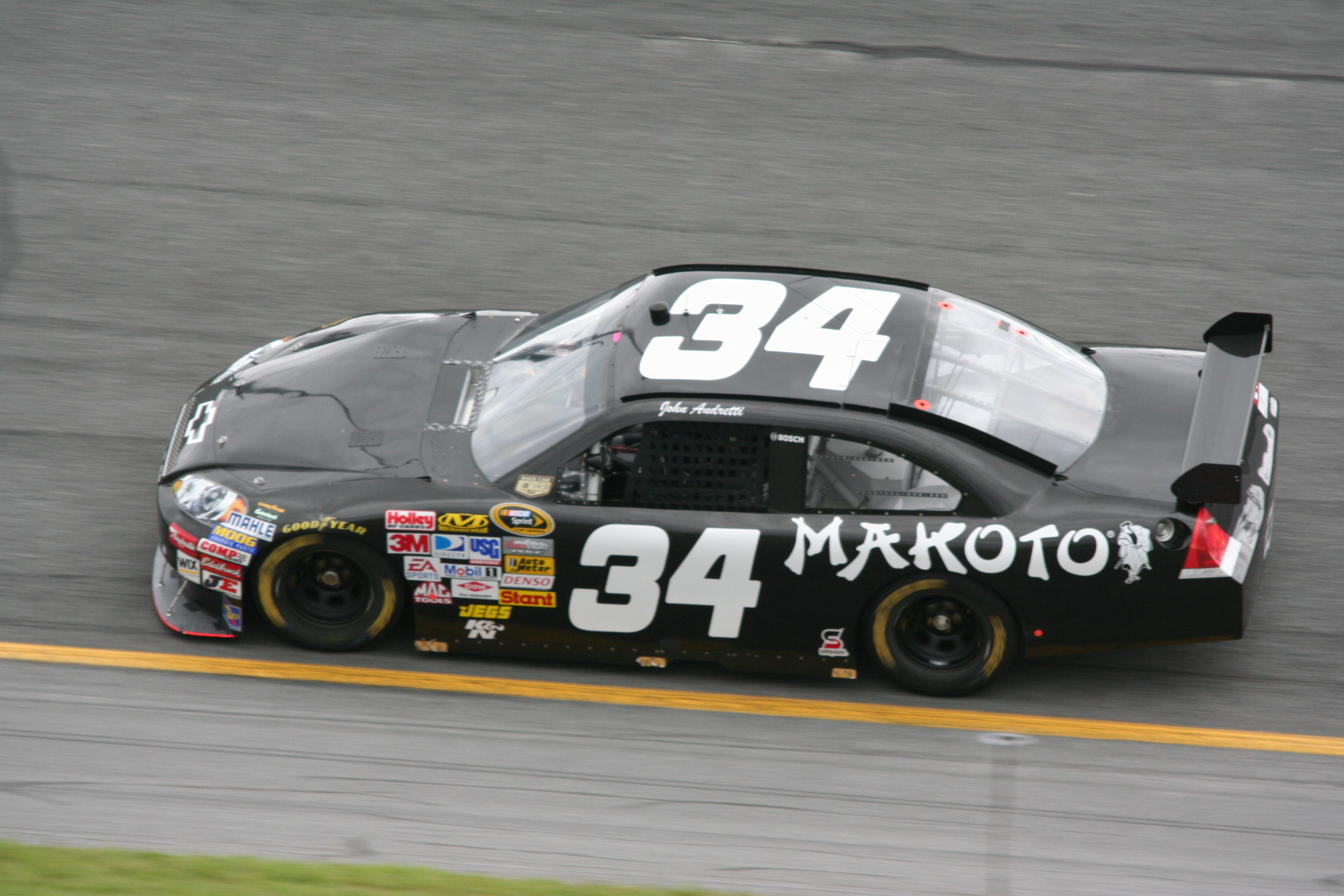
John Andretti im Wagen mit der Startnummer 34, beim Daytona 500 2008

Die Startnummer 34 wurde erstmals 2004 beim Frühjahrs-Rennen am Atlanta Motor Speedway, dem Golden Corral 500, mit Todd Bodine am Steuer eingesetzt. Allerdings hatte der Ford damals noch die Startnummer 98 und gehörte dem Mach-1-Racing-Team von Chris Edwards.
2005 wurde der Wagen von Front Row Motorsports übernommen und mit den Fahrern Ted Christopher und P. J. Jones alternierend eingesetzt. Zählbare Erfolge blieben jedoch aus und im Laufe des Jahres kamen Gerüchte auf, dass das Team das Fahrzeug wieder verkaufen wollte. Offensichtlich entschied sich das Team gegen einen Verkauf, denn auch 2006 war die Startnummer 34 wieder am Start. Die gesamte Saison hatten die jeweiligen Fahrer Mühe, sich für die Rennen zu qualifizieren. Auf Randy LaJoie folgten Chad Chaffin, Kevin Lepage und Chad Blount. Erst Mike Skinner, der auf Carl Long und Greg Sacks folgte, schaffte mit dem 37. Rang und einer Führungsrunde beim 3M Performance 400 auf dem Michigan International Speedway einen zählbaren Erfolg. Weitere Piloten der Saison waren Johnny Miller, Brian Simo, Kertus Davis und Joey McCarthy, die jedoch allesamt an den jeweiligen Qualifikationen scheiterten.
2007 sollte der Wagen ursprünglich die gesamte Saison mit Kevin Lepage am Steuer eingesetzt werden. Nachdem Lepage aber viermal die Qualifikation verpasst hatte, wurde das Programm reduziert. Front Row engagierte John Andretti, der bei ausgesuchten Rennen an den Start ging. Auch Chad Chaffin war bei einigen Veranstaltungen am Start. Da Lepage einen Jahresvertrag hatte, wechselte er in den Wagen mit der Startnummer 37.
2008 kam der Wechsel zu Chevrolet. Andretti bestritt die 500-Meilen von Daytona, wechselte danach jedoch zu Roth Racing in die Indy Racing League und wurde durch Tony Raines ersetzt.
2009 fuhren wieder Andretti und Raines den Chevrolet Impala SS. Die guten Platzierungen im Laufe des Jahres sicherten dem Team für die Nummer 34 einen fixen Startplatz für die ersten fünf Rennen der Saison 2010. 2010 steuerte Travis Kvapil den Wagen mit der Nummer 34.

### Wagen #37/92
Der Wagen – ein Chevrolet – hatte ursprünglich die Startnummer 92, den Stanton Barrett 2005 fuhr. Durch eine Kooperation mit R&J Racing wurde aus der Startnummer 92 im Jahre 2007 der Wagen mit der Startnummer 37. Ähnlich wie bei der Startnummer 34, blieben auch bei der Startnummer 37 die großen Erfolge bis dato aus. Erwähnenswert ist das Sprint-Cup-Debüt von Kevin Hamlin 2009.
2010 hatte Kevin Conway den Wagen mit der Nummer 37 gesteuert.

### Wagen #38
Seit 2010 setzt Front Row ein drittes Fahrzeug im Sprint Cup ein. Das Steuer wird dabei von David Gilliland und Robert Richardson alternierend übernommen. Das Coca-Cola 600 soll John Andretti bestreiten.